# شاه‌میگوی بالتیک
شاه‌میگوی بالتیک (نام علمی: Palaemon adspersus) نام یک گونه از فروراسته کاریدی است.